# Darron Gibson
Darron Gibson (ur. 25 października 1987 w Londonderry w Irlandii Północnej) – irlandzki piłkarz, zawodnik Sunderlandu. Nominalnie jest defensywnym pomocnikiem, ale może też występować na środku pomocy.

## Kariera klubowa
Gibson dołączył do United z akademii klubu jako junior. Zadebiutował dla pierwszej drużyny klubu 26 października 2005 roku w meczu Pucharu Ligi przeciwko Barnet F.C. zmieniając Lee Martina. W maju 2006 roku ogłoszony został najlepszym graczem roku drużyny młodzieżowej.
Darron został wysłany na wypożyczenie do drugoligowej belgijskiej drużyny, Royalu Antwerpia na cały sezon 2006/2007 aby nabyć doświadczenie. Belgijski klub zdołał dotrzeć do baraży o grę w Jupiler League, ale nie udało mu się awansować.
Gibson jest silnym i dobrze zbudowanym pomocnikiem, który może zarówno bronić jak i uczestniczyć w akcjach ofensywnych.
13 stycznia 2012 roku podpisał 4,5 roczny kontrakt z Evertonem.

## Kariera reprezentacyjna
Gibson jest reprezentantem Irlandii. W roku 2005 odmówił gry w reprezentacji Irlandii Północnej, którą wcześniej reprezentował w drużynie U-16. Reprezentując Republikę Irlandii spełnił swoje marzenie, gdyż jego rodzina zawsze kibicowała tej drużynie.
Jednakże Irlandzki Związek Piłki Nożnej (organizacja zarządzająca rozgrywkami piłkarskimi w Irlandii Północnej) rozważa legalność gry zawodnika dla drużyny irlandzkiej, w związku z wprowadzonymi przez FIFA w maju 2004 roku kryteriami. Rozchodzi się o to, że jako reprezentant Irlandii Północnej do lat 16, Gibson nie powinien zmieniać przynależności reprezentacyjnej i Związek Piłki nożnej w Irlandii (organ piłkarski w Republice Irlandii), nie ma prawa wnosić swoich pretensji do zawodnika. Jednak kryterium to dotyczy głównie gry w reprezentacji U-17 bądź wyższej, co budzi kontrowersje wokół całej sprawy. Możliwość gry Gibsona dla drugiej reprezentacji jest też tłumaczona słowami Porozumienia wielkopiątkowego:
"Obowiązkiem każdego mieszkańca Irlandii Północnej jest zidentyfikowanie się jako Irlandczyka lub Brytyjczyka lub przyjęcie obu narodowości, co także każdy obywatel może wybrać i potwierdzić, że jego zgoda na podwójne obywatelstwo została zaakceptowana przez rządy obu państw, oraz że nie zostanie ona zmieniona w przyszłości w ramach zmian w statucie Irlandii Północnej."
30 stycznia 2007 roku został powołany przez menedżera Steve'a Stauntona do drużyny Irlandii na mecz eliminacyjny do Mistrzostw Europy 2008 z reprezentacją San Marino. Był też w składzie w marcowych spotkaniach przeciwko Walii i Słowacji, ale nie pojawił się na boisku w żadnym z tych meczów. W pełni zadebiutował 22 sierpnia 2007 roku w wygranym 4-0 meczu przeciw Danii, w którym to był współautorem trzeciego gola – po jego silnym strzale bramkarz przeciwników wybił piłkę pod nogi innego zawodnika Irlandii, który umieścił piłkę w siatce. Pierwszego gola dla reprezentacji strzelił 8 lutego 2011 w meczu z Walią w ramach Nations Cup.
W swoim pierwszym meczu dla irlandzkiej drużyny U-21, Gibson był kapitanem drużyny.